# Mary Prince
Mary Prince (1 de octubre de 1788 – después de 1833, edad de fallecimiento aprox. 45) fue una abolicionista y autobiógrafa británica, nacida en Bermuda, en el seno de una familia de africanos esclavizados. Abandonó Antigua con su patrón y su familia en 1828 hacia Londres, donde logró huir de sus dueños.
Posteriormente a su escape, cuando residía en Londres, Inglaterra, escribió su historia como esclava bajo el título The History of Mary Prince (1831), que fue el primer escrito de una mujer negra que fue publicado en el Reino Unido. Se trataba de una descripción en primera persona de los horrores sufridos durante su esclavitud y fue publicada cuando aún la esclavitud era legal en Bermuda y las colonias británicas del Caribe, dando un fuerte impulso a los movimientos abolicionistas. El libro fue reeditado dos veces en el año de publicación.
Prince escribió su testimonio cuando vivía y trabajaba en Inglaterra, en la casa de Thomas Pringle, un fundador de la Anti-Slavery Society. 
- Datos: Q937246
- Multimedia: Mary Prince / Q937246